# Дука Степан Харитонович
Степа́н Харито́нович Ду́ка (нар. 10 квітня 1907 Жовте — нині П'ятихатського району — пом. 23 червня 1960) — український селекціонер, лауреат Державної премії СРСР 1952 року, кавалер двох орденів Трудового Червоного Прапора.

## Життєпис
Закінчив сільськогосподарський технікум, 1929 — Уманський сільськогосподарський інститут, залишився працювати на кафедрі генетики і селекції — асистент професора М. М. Грюнера. В Харківському інституті прикладної ботаніки захистив працю з виведення багаторічного жита, про що схвально відгукнувся М. І. Вавилов. Працював в Уманському сільськогосподарському інституті доцентом та завідувачем кафедри генетики і селекції — 1934—1937 роки, по ньому — доцент П. Л. Іванченко.
За дослідження з селекції яблуні, вишні і суниці йому присвоєно звання кандидата сільськогосподарських наук. Згодом працює в Києві у Українському інституті садівництва.
В часі Другої світової війни бере участь у боях у Заполяр'ї, визволяє Пушкінські Гори, нагороджений бойовими орденами та медалями.
Після війни захистив докторську дисертацію, у 1949—1960 — директор Українського науково-дослідного інституту садівництва.
Є автором понад 70 наукових робіт з генетики, селекції і садівництва, написав монографію з біології і селекції садових крупноплідних суниць.
Співавтор у виведенні кількох сортів суниць — Київська рання 2, Ювілейна, Українка, черешні — Улюблена Дуки, Красуня Києва, Китаївська чорна, вишні — Уманська скороспілка. Його сорт яблуні Рубінова Дуки використовується (разом з Л. С. Резніченком) й надалі.
Його іменем у 1961 році названо одну з вулиць Києва.
Похований на Байковому кладовищі.
Його дочка, Резніченко Людмила Степанівна — селекціонер, з колективом авторів вивели сорти черешень «Людмила Дуки», «Красуня Києва», «Китаївська чорна», інші, абрикос. Друга дочка — Світлана Степанівна Дука, все життя працювала над виведенням квіткових культур, вивела кілька сортів айстр.
Серед надрукованих робіт: «Семирічку по садівництву — за 5 років», Держсільгоспвидав СРСР, 1959.

## Джерело
- Дука
- Історія інституту(рос.)
- Вулиця Степана Дуки(рос.)